# Fawz Chabab Baladiat Frenda
Maillots
Dernière mise à jour : 16 mai 2020.
Le Fawz Chabab Baladiat Frenda (en arabe : فوز شباب بلدية فرندة), plus couramment abrégé en FCB Frenda ou encore en FCBF, est un club algérien de football fondé en 1947 et basé dans la ville de Frenda, dans la Wilaya de Tiaret.

## Histoire
Le Fawz Chabab Baladiat Frenda évolue à plusieurs reprises en  deuxième division, mais sans jamais atteindre la première division.
Après l’indépendance de l'Algérie, le FCB Frenda intègre le championnat national en critérium honneur 1962-1963, le 7 octobre 1962, championnat organisé sous la forme de sept groupes de dix clubs chacun. Le FCB Frenda commence dans le groupe VI de l'Ouest (Critériums d'honneur d'Oranie),,. Il est relégué en promotion-honneur 1963-1964 (D2) . puis en division 3.
Actuellement, il évolue en inter-régions (D4).

## Parcours

### Classement en championnat par année
- 1962-63 : Créturum d'Honneur Ouest Gr VI, 3e
- 1963-64 : D2, DPH, 6e
- 1964-65 : D3, DPH groupe A, ?e
- 1965-66 : D3, DPH groupe C, ?e
- 1966-67 : D4, DPH groupe B, ?e
- 1967-68 : D4, Première Division Ouest groupe A, 7e.
- 1968-69 : D4, Première Division Ouest groupe A , 4e.
- 1969-70 : D4,Première Division Ouest groupe D, 6e
- 1970-71 : D4 (District Saida-Tiaret) , Première Division (une division de 12 clubs), ?e
- 1971-72 :
- 1972-73 :
- 1973-74 :
- 1974-75 :
- 1975-76 :
- 1976-77 :
- 1977-78 :
- 1978-79 :
- 1979-80 :
- 1980-81 : D3, DH Ouest groupe ?, ?e
- 1981-82 : D3, DH Ouest groupe ?, ?e
- 1982-83 : D3, DH Ouest groupe ?, ?e
- 1983-84 : D3, DH Ouest groupe ?, ?e
- 1984-85 : D2, 2e Division Ouest, 16e
- 1985-86 : D3, DH Ouest Groupe B, ?e
- 1986-87 : D3, DH Ouest Groupe B, 8e
- 1987-88 : D3, DH Ouest Groupe B, ?e
- 1988-89 : D4, DH Ouest Groupe ?, ?e
- 1989-90 : D4, DH Ouest groupe ?, ?e
- 1990-91 : D4, DH Ouest groupe ?, ?e
- 1991-92 : D4, DH Ouest groupe ?, ?e
- 1992-93 : D4, DH Ouest groupe ?, ?e
- 1993-94 : D4, DH Ouest groupe ?, ?e
- 1994-95 : D4, DH Ouest groupe ?, ?e
- 1995-96 : D4, DH Ouest groupe ?, ?e
- 1996-97 : D4, DH Ouest groupe ?, ?e
- 1997-98 : D4, DH Ouest groupe ?, ?e
- 1998-99 :
- 1999-00 :
- 2000-01 :
- 2001-02 :
- 2002-03 :
- 2003-04 : D3, R I Saida, ?e
- 2004-05 : D4, R I Saida, ?e
- 2005-06 : D4, R I Saida, ?e
- 2006-07 : D4, R I Saida, ?e
- 2007-08 : D4, R I Saida, ?e
- 2008-09 : D4, R I Saida, ?e
- 2009-10 : D4, R I Saida, ?e
- 2010-11 : D4, Inter-Régions Centre-Ouest , 13e
- 2011-12 : D4, Inter-Régions Centre-Ouest , ?e
- 2012-13 : D4, Inter-Régions Centre-Ouest , ?e
- 2013-14 : D4, Inter-Régions Centre-Ouest , ?e
- 2014-15 : D4, Inter-Régions Centre-Ouest , ?e
- 2015-16 : D4, Inter-Régions Centre-Ouest , ?e
- 2016-17 : D4, Inter-Régions Centre-Ouest , ?e
- 2017-18 : D4, Inter-Régions Centre-Ouest , ?e
- 2018-19 : D4, Inter-Régions Centre-Ouest , ?e
- 2019-20 : D5, R I Saida , 1re
- 2020-21 : D3, Inter-Régions Centre-Ouest GrB, 5e
- 2021-22 : D3, Inter-Régions Centre-Ouest, 8e
- 2022-23 : D3, Inter-Régions Ouest, 16e
- 2023-24 : D4, R I Saida , 1re
- 2025-26 : D3, Inter-Régions Ouest, ?e

### Parcours du FCB Frenda en coupe d'Algérie
Dans l'histoire de la coupe d'Algérie, le Fawz Chabab Baladiat Frenda obtient son meilleur résultat en 2016-2017 avec un seizième de finale perdu contre le club de première division du MC Alger.
| Saison  | Tour              | Matchs             | Résultats |
| ------- | ----------------- | ------------------ | --------- |
| 1962-63 | ?                 | ?                  | ?         |
| 1963-64 | 2e T.R            |                    | ?         |
| 1964-65 | 1/64 finale       | La Marsa           | 2-1       |
| 1965-66 | 4e T.R            | RCB Oued Rhiou     | ?         |
| 1966-67 | 3e T.R            | ES Hillil          | 1-0       |
| 1967-68 | 2e T.R            | USM Saida          | 2-0       |
| 1968-69 | ?                 | ?                  | ?         |
| 1969-70 | ?                 |                    | ?         |
| 1970-71 | ?                 |                    | ?         |
| 1971-72 | ?                 | ?                  | ?         |
| 1972-73 | ?                 | ?                  | ?         |
| 1973-74 | ?                 | ?                  | ?         |
| 1974-75 | ?                 | ?                  | ?         |
| 1975-76 | ?                 | ?                  | ?         |
| 1976-77 | ?                 | ?                  | ?         |
| 1977-78 | ?                 | ?                  | ?         |
| 1978-79 | ?                 | ?                  | ?         |
| 1979-80 | ?                 | ?                  | ?         |
| 1980-81 | ?                 | ?                  | ?         |
| 1981-82 | ?                 | ?                  | ?         |
| 1982-83 | ?                 | ?                  | ?         |
| 1983-84 | ?                 | ?                  | ?         |
| 1984-85 | 1/32 finale       | GC Mascara         | 2-0       |
| 1985-86 | 1/32 finale       | ASM Oran           | 3-0       |
| 1986-87 | ?                 | ?                  | ?         |
| 1987-88 | ?                 | ?                  | ?         |
| 1988-89 | ?                 | ?                  | ?         |
| 1989-90 | N.J               | N.J                | N.J       |
| 1990-91 | ?e T.R            | ?                  | ?         |
| 1991-92 | ?                 | ?                  | ?         |
| 1992-93 | N.J               | N.J                | N.J       |
| 1993-94 | ?                 | ?                  | ?         |
| 1994-95 | ?e T.R            | ?                  | ?         |
| 1995-96 | ?                 | ?                  | ?         |
| 1996-97 | ?                 | ?                  | ?         |
| 1997-98 | ?                 | ?                  | ?         |
| 1998-99 | ?                 | ?                  | ?         |
| 1999-00 | ?                 | ?                  | ?         |
| 2000-01 | 1/64 finale       | IRB Sougueur       | 1-0       |
| 2001-02 | ?                 | ?                  | ?         |
| 2002-03 | ?                 | ?                  | ?         |
| 2003-04 | ?e T.R            | ?                  | ?         |
| 2004-05 | ?e T.R            | ?                  | ?         |
| 2005-06 | ?e T.R            | ?                  | ?         |
| 2006-07 | ?e T.R            | ?                  | ?         |
| 2007-08 | 1/32 finale       | OS Ouenza          | 2-1       |
| 2008-09 | 2e T.R            | MB Hassasna        | 1-0       |
| 2009-10 | ?e T.R            | ?                  | ?         |
| 2010-11 | 1/32 finale       | ES Mostaganem      | 2-0       |
| 2011-12 | 1/64 finale       | MB Hassasna        | ?         |
| 2012-13 | 2e T.R            | IR Bouhenni Tiaret | 1-0       |
| 2013-14 | Avant dernier     | CRB Bougtob        | 4-0       |
| 2014-15 | ?e T.R            | ?                  | ?         |
| 2015-16 | ?e T.R            | ?                  | ?         |
| 2016-17 | 1/16 finale       | MC Alger           | 1-0       |
| 2017-18 | Avant dernier     | CC Sig             | 1-0       |
| 2018-19 | Avant dernier     | IRB Ain Hadjar     | 3-1       |
| 2019-20 | 1/64 finale       | IS Tighennif       | 1-0       |
| 2020-21 | N.J               | N.J                | N.J       |
| 2021-22 | N.J               | N.J                | N.J       |
| 2022-23 | Avant dernier T.R | IR Bouhenni Tiaret | 3-0*      |
| 2023-24 | -                 |                    | -         |
| 2024-25 | -                 |                    | -         |

### Statistiques Tour atteint
- Le FCB Frenda à participer en 55 édition, éliminé au tours régionale ? fois et atteint les tours finale 05 fois.

| Édition | 1er tour | 2e tour | 3e tour | 4e tour | 64e de finale | 32e de finale | 16e de finale | 8e de finale | Quart de finale | Demi-finale | Finale | Champion |
| ------- | -------- | ------- | ------- | ------- | ------------- | ------------- | ------------- | ------------ | --------------- | ----------- | ------ | -------- |
| 55      | ?        | ?       | ?       | ?       | ?             | 04            | 01            | 00           | 00              | 00          | 00     | 00       |

## Identité du club

### Logo et couleurs
Depuis la fondation du Fawz Chabab Baladiat Frenda, ses couleurs sont toujours le Rouge et le Blanc.

Logo du club